# Пйовера
Пйовера (італ. Piovera, п'єм. Piòvra) — муніципалітет в Італії, у регіоні П'ємонт,  провінція Алессандрія.
Пйовера розташована на відстані близько 460 км на північний захід від Рима, 85 км на схід від Турина, 11 км на північний схід від Алессандрії.
Населення — 855 осіб (2014).
Щорічний фестиваль відбувається 29 вересня. 

## Демографія
Населення за роками:

Станом на 31 грудня 2014 року в муніципалітеті офіційно проживало 75 іноземців з 10 країн, серед них 55 громадян країн Євросоюзу та 5 громадян України.

## Сусідні муніципалітети
- Алессандрія
- Аллувьоні-Камбіо
- Монтекастелло
- Ривароне
- Сале